# Jeanne Matthey

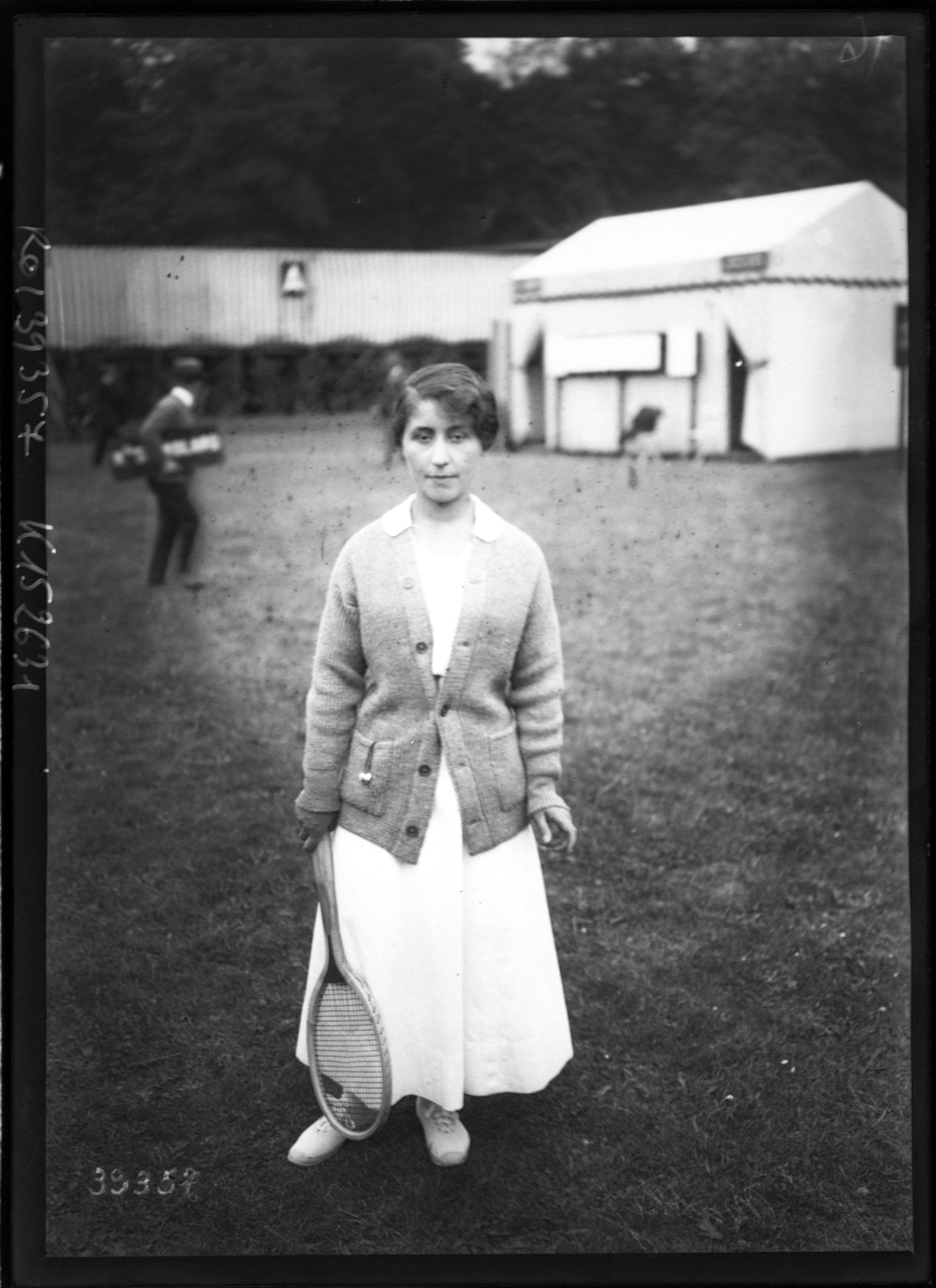
Jeanne Matthey

Jeanne Matthey, född 25 januari 1886, död 24 november 1980, var en fransk kvinnlig tennisspelare som var aktiv åren kring 1910.
Jeanne Matthey var den tredje kvinnliga multivinnaren av singeltiteln i de Franska nationella tennismästerskapen som spelades på grusbanorna vid anläggningen på Ile de Puteaux i Paris. Hon vann titeln fyra gånger i följd (1909-1912). Före henne hade Adine Masson vunnit titeln fem gånger (perioden 1897-1903) och Kate Gillou Fenwick fyra gånger (1904-1908).
Jeanne Matthey vann sin första singeltitel i mästerskapen 1909 genom finalseger över Gallay. Hon upprepade sin seger de två efterföljande åren. I finalerna besegrade hon landsmaninnan Marguerite Broquedis, som senare kom att bli Frankrikes främsta kvinnliga tennisspelare omedelbart innan Suzanne Lenglen övertog den rollen. Sin sista titel i mästerskapen vann Matthey 1912, då hon i finalen besegrade Marie Danet. I 1913 års mästerskap förlorade hon sin titel till Marguerite Broquedis. 

## Grand Slam-titlar
- Franska mästerskapen
  - Singel - 1909, 1910, 1911, 1912 (slutna nationella mästerskap)